# Nucleaire proliferatie
Nucleaire proliferatie is een term die gebruikt wordt om de verspreiding van kernwapens, splijtbaar materiaal en op wapens toepasbare nucleaire technologie en informatie, naar landen die niet als "kernwapenstaten" erkend worden door het verdrag betreffende de non-proliferatie van kernwapens, ook wel bekend als het non-proliferatieverdrag, aan te duiden.